# Anspruchslose Krabbenspinne
Die Anspruchslose Krabbenspinne (Xysticus kochi) ist eine Spinnenart aus der Familie der Krabbenspinnen (Thomisidae). Die Art ist in Mitteleuropa weit verbreitet und häufig.

## Merkmale

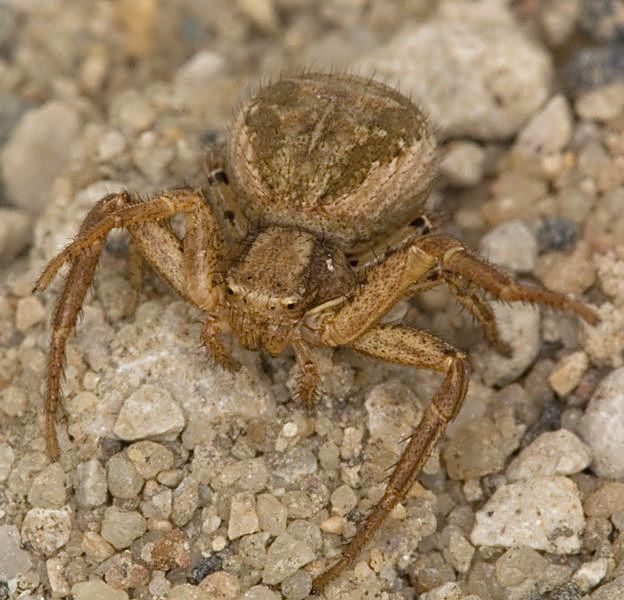
Xysticus kochi, Weibchen

Die Art zählt zu den mittelgroßen Krabbenspinnen. Männchen haben eine Körperlänge von 4 bis 5 mm, Weibchen erreichen 6–8 mm. Die Art zeigt wie viele Krabbenspinnen einen deutlichen Geschlechtsdimorphismus bezüglich Farbe und Zeichnung. Männchen sind kontrastreich gezeichnet. Der Vorderkörper (Prosoma) ist seitlich schwärzlich braun. In der Mitte befindet sich ein breites, hellbeiges Längsband, das einen vorne breiten und nach hinten spitz zulaufenden, also etwa V-förmigen, dunkelockerfarbenen Fleck zeigt. Dieser Spitzfleck reicht meist bis zum Hinterkörper. Der Hinterkörper (Opisthosoma) ist ähnlich wie das Prosoma an den Seiten dunkelbraun und zeigt in der Mitte ein breites, beigefarbenes Längsband, das Dunkelbraun der Seiten ist jedoch noch durch hellbeige Querbänder segmentiert. Oberschenkel und Knie sind ebenfalls dunkel schwärzlichbraun, die übrigen Beine sind davon recht deutlich abgesetzt überwiegend hellbeige.
Weibchen sind sehr variabel. Das Zeichnungsmuster ist ähnlich wie beim Männchen, die Färbung ist jedoch meist heller und einschließlich der Beine viel einfarbiger beige, sandfarben oder rötlich braun, wobei Prosoma und Opisthosoma dieselbe oder eine unterschiedliche Grundfarbe haben können.
In Mitteleuropa gibt es eine Reihe sehr ähnlicher Arten der Gattung; die sichere Bestimmung der Art ist daher nur durch die makroskopische Untersuchung der Geschlechtsorgane (genitalmorphologisch) möglich.

## Verbreitung und Lebensraum
Xysticus kochi besiedelt die westliche Paläarktis von Großbritannien und Portugal bis Zentral-Asien und in Nord-Süd-Richtung von Skandinavien bis Nord-Afrika. Das Verbreitungsgebiet umfasst die gemäßigte bis mediterrane Zone. Sie kommt mit Ausnahme Irlands und Islands in ganz Europa vor.
Die Art ist wärmeliebend und bewohnt Sandtrockenrasen mit spärlicher Vegetation. Sie hält sich dort auf dem Boden und auf der niedrigen Vegetation auf.

## Gefährdung
Die Art ist weit verbreitet und in geeigneten Habitaten häufig. Sie wird in Deutschland in der Roten Liste als „ungefährdet“ eingestuft.